# Cube tronqué biaugmenté
 (novembre 2024).
Pour les articles homonymes, voir J67.
Le cube tronqué biaugmenté est un polyèdre faisant partie des solides de Johnson (J67). Comme le nom l'indique, il peut être construit en augmentant un cube tronqué sur deux faces octogonales opposée par deux coupoles octogonales  (J4).  
Les 92 solides de Johnson ont été nommés et décrits par Norman Johnson en 1966.